# (7046) Решетнёв
(7046) Решетнёв (лат. Reshetnev) — типичный астероид главного пояса, открыт 20 августа 1977 года советским астрономом Николаем Черных в Крымской астрофизической обсерватории и 24 января 2000 года назван в честь учёного и инженера-конструктора Михаила Решетнёва.

## Обнаружение и именование
(7046) Решетнёв
Открыт 20 августа 1977 года в Крымской астрофизической обсерватории Н. С. Черных.
Специалист в области теоретической и прикладной механики, Михаил Фёдорович Решетнёв (1924—1996) создавал космические приборы и системы. Он возглавлял Научно-производственный объединённый институт прикладной механики в Красноярске, и под его руководством были созданы спутники для научных исследований и связи.
Оригинальный текст (англ.)7046 Reshetnev
Discovered 1977 Aug. 20 by N. S. Chernykh at the Crimean Astrophysical Observatory.
An authority on theoretical and applied mechanics, Mikhail Fedorovich Reshetnev (1924—1996) constructed space devices and systems. He was head of the Research and Industrial Joint Institution of Applied Mechanics at Krasnoyarsk, and satellites for scientific research and communications were made under his leadership.
Источники: 20000124/MPCPages.arc; M.P.C. 38196.

## Орбита

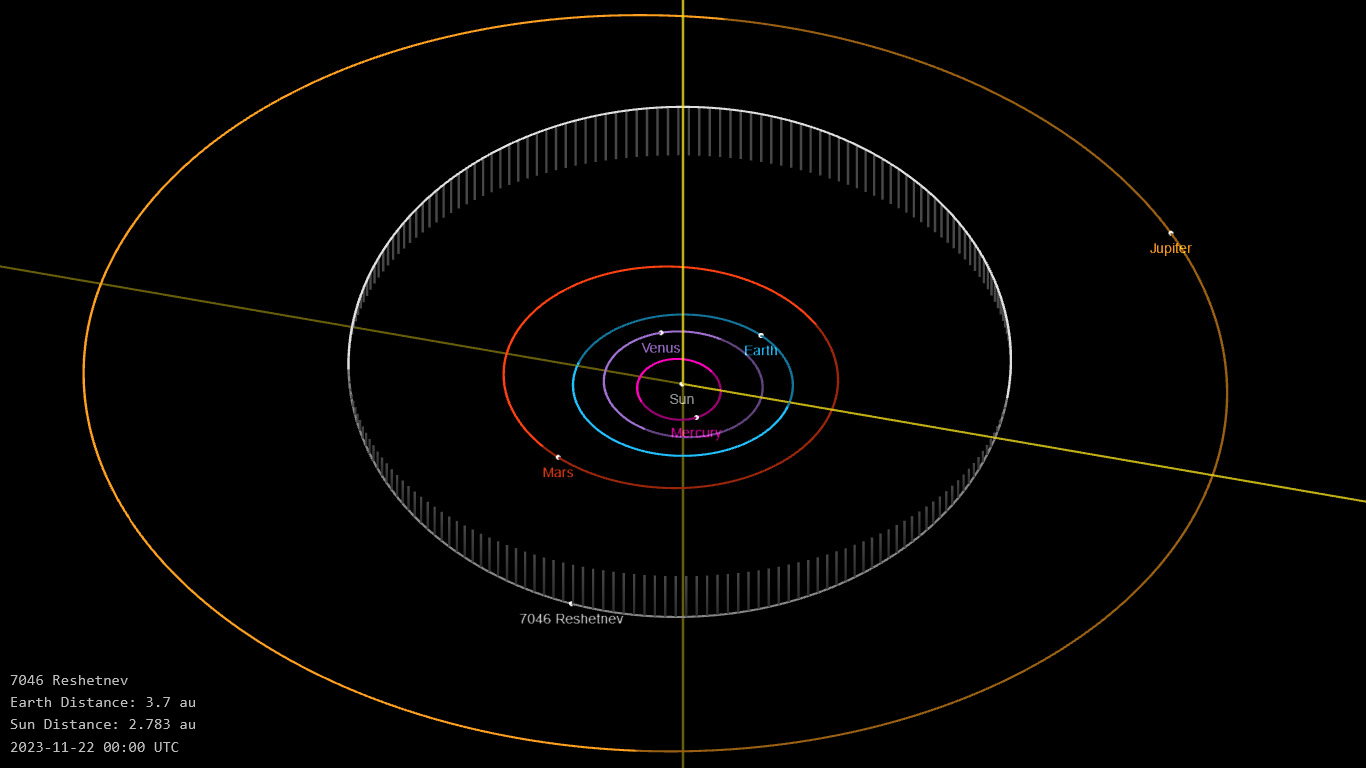
Орбита астероида Решетнёв и его положение в Солнечной системе

## Физические характеристики
Астероид относится к таксономическому классу K.
По результатам наблюдений в видимом и ближнем инфракрасном диапазоне космического телескопа NEOWISE диаметр астероида оценивался равным 11,610±0,182 км. Согласно тем же источникам альбедо оценивается как 0,2077±0,0490 и 0,208±0,049.